# Овчинников, Николай Тихонович
Никола́й Ти́хонович Овчи́нников (11 июля 1918 — 19 июля 1976) — советский офицер, кавалерист, Герой Советского Союза (24 марта 1945 года).

## Биография
Родился в семье крестьянина, в деревне Гарбузовка (ныне — Починковский район Смоленской области). Русский. Окончил семь классов, работал к колхозе.
В 1938 году призван в армию, окончил школу младших командиров, учился в Тамбовском имени 1-й Конной армии кавалерийском училище.

### Участие в Великой Отечественной войне и подвиг
На войне с июня 1941 года. Участвовал в боях на Калининском, 2-м и 3-м Белорусских, 3-м Прибалтийском фронтах.
16 июля 1944 года в боях за Гродно командир сабельного эскадрона гвардии капитан Овчинников обошёл отступающего противника, отрезал ему пути отхода к реке Неман, чем способствовал форсированию реки полком. Затем его эскадрон в числе первых прорвался к центру города Гродно. Несколько часов гвардейцы отбивали атаки противника. Гвардейцы захватили три орудия, шесть пулеметов, склад с вещевым имуществом и несколько сотен пленных.
26 июля 1944 года в районе города Августова (Польша) эскадрон Овчинникова при поддержке танков вышел в тыл контратакующего врага и отбросил фашистов на исходные позиции.
26 июля танковый десант гвардии капитана Овчинникова форсировал Августовский канал в районе поселка Чарна Бруд и разгромил заслон фашистов на западном берегу. Во время боя один из танков был подбит и загорелся. Под пулеметным огнём Овчинников добрался до танка и вынес с поля боя двух раненых танкистов.
В боях за город Алленштейн (Ольштын, Польша) эскадрон Овчинникова внезапной ночной атакой ворвался на железнодорожную станцию и взял её под контроль. Немецкие железнодорожники по приказу Овчинникова продолжали прием прибывающих эшелонов. Они подходили один за другим и загонялись в тупики. Прибывший бронепоезд был подбит из орудий. Всего за несколько часов эскадрон Овчинникова принял 22 вражеских эшелона с боеприпасами, вооружением и другим воинским имуществом. Среди них был состав с танками и самоходными пушками. Было убито много гитлеровцев и несколько сотен их захвачено в плен.
Указом Президиума Верховного Совета СССР от 24 марта 1945 года Овчинникову Николаю Тихоновичу было присвоено звание Героя Советского Союза.

### После войны
Уволен в запас в 1947 году.
Жил в городе Ессентуки. Работал председателем Ессентукского станичного Совета депутатов трудящихся, затем заместитель директора заготконторы. В 1960 году окончил торгово-кооперативную школу.
Умер 19 июля 1976 года. Похоронен в городе Ессентуки.

## Награды и звания
- Герой Советского Союза (медаль № 5505)
- Орден Ленина
- Орден Красного Знамени
- Орден Александра Невского
- Орден Отечественной войны I степени
- Медали.

## Память
В октябре 2015 года имя Николая Овчинникова присвоено одной из улиц города Гродно.